# Aulacodes acroperalis
Aulacodes acroperalis är en fjärilsart som beskrevs av George Francis Hampson 1897. Aulacodes acroperalis ingår i släktet Aulacodes och familjen Crambidae. Inga underarter finns listade i Catalogue of Life.